# Луценко, Борис Иванович
Борис Иванович Луценко (бел. Барыс Іванавіч Луцэнка; 16 сентября 1937, Майкоп, Краснодарский край — 5 февраля 2020, Минск) — советский и белорусский режиссёр-постановщик театра и кино. Народный артист Республики Беларусь (1995).

## Биография
Родился 16 сентября 1937 года в городе Майкоп (Адыгея, Россия). В 1967 году окончил Белорусский государственный театрально-художественный институт (курс Заслуженного деятеля искусств Белорусской ССР В. А. Маланкина).
Работал режиссёром Национального академического театра имени Я. Купалы (1967—1973, 1981—1982), главным режиссёром Государственного русского драматического театра Белорусской ССР (1973—1981), Театра-студии киноактёра (1982—1991). В 1980 году в Берлине в театре им. М. Горького поставил пьесу Н. В. Гоголя «Ревизор».
С 1991 по 2008 год — художественный руководитель, с 2008 по 2020 год — режиссёр-постановщик Национального академического драматического театра имени М. Горького.
В начале 2020 года был госпитализирован в Минске. Умер 5 февраля 2020 года. Похоронен на Восточном кладбище Минска.
Был женат, двое сыновей.

## Награды и звания
- Заслуженный деятель искусств Белорусской ССР (1975)
- Народный артист Республики Беларусь (1995)
- Академик Международной академии театра (2002)
- Член Правления Белорусского союза театральных деятелей
- Профессор Белорусской государственной академии искусств
- Специальная премия Президента Республики Беларусь «За духовное возрождение» (1997)
- Гран-При Международного фестиваля «Этот день победы» за спектакль «Случайный вальс» (Москва, 2005)
- Гран-При Международного фестиваля «Голоса истории» за спектакль «Случайный вальс» (Вологда, 2005)
- Почётная грамота Национального собрания Республики Беларусь (5 декабря 2007) — за значительный вклад в реализацию социальной политики Республики Беларусь и заслуги в развитии белорусского театрального искусства[2].
- Медаль Союзного государства «За сотрудничество» (2011)

## Творчество

### Постановки на сцене Национального академического драматического театра имени М. Горького
- У. Шекспир «Макбет» (1974)
- Н. Матуковский «Последняя инстанция» (1974)
- А. Твардовский «Василий Тёркин» (1975)
- А. Гребнев «Из жизни деловой женщины» (1975)
- Б. Брехт «Трёхгрошовая опера» (1976)
- М. Горький «Последние» (1976)
- Т. Уильямс «Сладкоголосая птица юности» (1976)
- А. Адамович, Б. Луценко «Возвращение в Хатынь» (1977)
- В. Маяковский «Баня» (1977)
- Е. Долматовский «Добровольцы» (1978)
- В. Быков «Пойти и не вернуться» (1978)
- И. Мадач «Трагедия человека» (1979)
- М. Шатров «Синие кони на красной траве» (1979)
- М. Шолохов «Поднятая целина» (1981)
- Дж. Б. Шоу «Простачки нежданных островов» (1991)
- Б. Луценко (в соавторстве с В. Рудовым), Д. Мережковский «Христос и Антихрист» (1991)
- По мотивам древнегреческих мифов и произведений Плавта, Мольера, Г. Клейста, Ж. Жироду, П. Хакса «Амфитрион» (1992)
- Ф. Шиллер «Братья Моор» (1993)
- Б. Луценко «Перпетуум мобиле, или Вечер еврейского анекдота» (1993)
- Д. Фо, Ф. Рамэ «Свободный брак» (1994)
- Б. Луценко «Благослови нас, Господи!» реж. Б. Луценко, худ. В. Чернышов (1995)
- Б. Луценко «Пьеретта» реж. Б. Луценко, худ. В. Чернышов (1995)
- Б. Луценко «Исход» реж. Б. Луценко, худ. В. Чернышов (1996)
- А. Дударев «В сумерках» реж. Б. Луценко, худ. В. Чернышов (1996)
- Я. Купала «Раскіданае гняздо» реж. Б. Луценко, худ. В. Чернышов (1997)
- У. Шекспир «Трагическая повесть о Гамлете, принце Датском» (1998)
- Ф. Шиллер «Деметриус» (1999)
- А. Пушкин «Пир во время чумы» (1999)
- Н. Эрдман «Срочно требуется… „самоубийца“» (2000)
- Г. Гауптман «Перед заходом солнца» (2002)
- Я. Купала «Сон на кургане» (2002)
- П. Клодель «Извещение Марии» (2003)
- А. Пушкин, А. Ереньков «„Анджело“ и другие…» (2004)
- Б. Брехт «Опера нищих» (2004)
- Б. Луценко, В. Орлов «Случайный вальс» (2005)
- М. Ланжьель «Ниночка» (2005)
- Д. Фо, Ф. Раме, А. Аверченко, Е. Мирович «Свободный брак» (2005)
- В. Короткевич «Легенда о бедном Дьяволе» (2007)
- С. Злотников «Уходил супруг от супруги» (2008)
- Э.-Э. Шмитт «Распутник» (2008)
- О. Бальзак «Мачеха» (2009)
- Е. Минчукова «Эдип» (2010)

### Режиссёрские работы в кино
- 1981 — Раскиданное гнездо
- 2007 — Перед заходом солнца